# Rio Brilhante

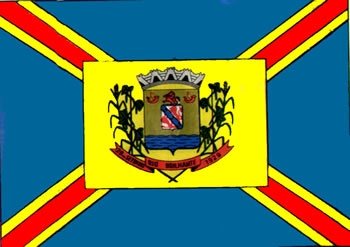
Rio Brilhante es un municipio brasileño ubicado en el estado de Mato Grosso do Sul. Próximo a las dos mayores ciudades del estado: Campo Grande y Dourados.Su población cada vez es mayor y actualmente cuenta con 37.601 habitantes

Rio Brilhante es un municipio brasileño ubicado en el estado de Mato Grosso do Sul.

## Geografía
Posee un distrito denominado Prudencio Thomaz, que está próximo a las dos mayores ciudades del estado: Campo Grande y Dourados.
Esta servida por dos rutas federales: BR163 y BR267, de buena cualidad, que la conecta con el puerto Murtinho, sobre el río Paraguay.
Su superficie es de 3,987 km², y la población es de 27,435 habitantes, según datos del IBGE, está a una altitud de 312 m s. n. m.

## Historia
El municipio de ´´Rio Brilhante´´ tiene su historia conectada con el Paraguay, su primer habitante fue Antonio Gonzalves Barbosa, en 1835.
En 1900 Francisco Cardoso marcó el nacimiento de una comunidad, llamada ENTRE-RIOS, que estaba situada entre dos ríos: Vacaria y Brilhante.
El 26 de septiembre Entre-Rios fue considerado municipio, iniciando su independencia, en esta fecha es festejado el cumpleaños del municipio .
Más tarde en 1943 su nombre fue modificado para Caiuas, en consideración a la tribu indígena local.
La última modificación en su nombre fue el 30 de septiembre de 1948, quedando con su nombre actual, en homenaje al río que pasa por la región.
Su crecimiento fue muy intenso en la década del 70, con la llegada de los primeros inmigrantes venidos del sur, sureste y noreste.